# Guma (India)
Guma è una suddivisione dell'India, classificata come census town, di 9.297 abitanti, situata nel distretto dei 24 Pargana Nord, nello stato federato del Bengala Occidentale. In base al numero di abitanti la città rientra nella classe V (da 5.000 a 9.999 persone).

## Geografia fisica
La città è situata a 22° 49' 09 N e 88° 28' 16 E.

## Società

### Evoluzione demografica
Al censimento del 2001 la popolazione di Guma assommava a 9.297 persone, delle quali 4.730 maschi e 4.567 femmine. I bambini di età inferiore o uguale ai sei anni assommavano a 1.188, dei quali 591 maschi e 597 femmine. Infine, coloro che erano in grado di saper almeno leggere e scrivere erano 6.661, dei quali 3.676 maschi e 2.985 femmine.